# Triskele
Triskele (grekiska: τρισκελής, triskelés, "trebent") eller triskelon är en symbol som består av tre böjda människoben eller mer generaliserat av tre sammankopplade spiraler eller någon liknande symbol med tre utskjutande delar som uppvisar symmetrin hos den cykliska gruppen C3.
Triskelen återfinns i Siciliens och Isle of Mans vapen. Triskelen i de sicilianska och manxiska vapnen består av tre springande människoben, med böjda knän och sammanfogade i mitten. Relationen mellan denna och andra varianter av triskelen är oklar. Den abstrakta triskelen med sina spiraler betraktas ofta som en solsymbol medan triskelen med ben, ibland tillsammans med en gorgonmask eller ett Medusahuvud i centrum, antyder en ktonisk innebörd.

## Ursprung
Triskelen förekommer som symbol i många tidiga kulturer, bl.a. på mykenska kärl, på mynt från Lykien och stater från Pamfylien (i Aspendos 370-333 f.Kr.) och Pisidien. En symbol med fyra sammankopplade ben, en så kallad tetraskele, är också känd i Mindre Asien. Keltiskt inflytande genom de galler som invaderade Galatien och slog sig ned där har gjort att somliga forskare tillskriver triskelen ett keltiskt ursprung.

## Triskelen på Sicilien
Triskelen är också känd som en forntida symbol för Sicilien. Den återfinns på grekiska mynt från Syrakusa, bland annat mynt präglade av Agathokles (317-289 f.Kr.). De första invånarna på Sicilien som omnämns i historien är sikanerna (grekiska sikanoi) och sikelerna (grekiska sikeloi) som givit ön dess moderna namn. Triskelen återupptogs 1808 som en nyklassisk, icke-Bourbonsk symbol för kungariket Bägge Sicilierna av den franske marskalken Joachim Murat under Napoleontiden. (Se illustration till vänster.)
Plinius den äldre förklarar triskelens ursprung med Siciliens triangulära form. Ön kallades Trinacria efter dess tre uddar, Pelorus, Pachynus och Lilybæum, som pekar i var sina riktningar. Genom denna förklaring erbjöd Plinius en enastående rationell förklaring till en symbol som måste vara betydligt äldre än någon kartografisk kunskap om öns övergripande form. Eftersom triskelen kan associeras med alla möjliga tretal, något som fortfarande görs regelbundet, är det förmodligen mer produktivt att bara låta sig inspireras av symbolen själv. Den trebenta triskelen påminner om Hefaistos' självgående, trebenta bord i Iliaden.

## Triskelen på Isle of Man

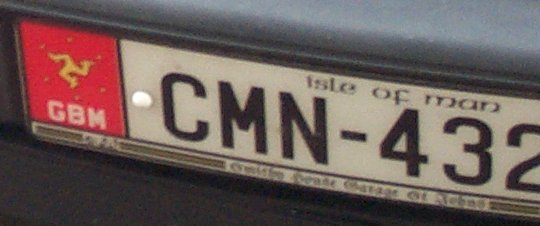
Registreringsskylt på en mannisk bil med en triskele.

Som symbol för det i högsta grad keltiska Isle of Man i Irländska sjön återkommer de "tre böjda benen" i den heraldiska triskelen, nu iklädda förgylld rustning och försedda med sporrar.
På sedlar från Isle of Man återges triskelen innanför en kant som bär den latinska inskriptionen QUOCUNQUE JECERIS STABIT (ungefär: "Vart än du kastar den, står den") - lagom tillitsfullt och samtidigt tryggt åtskilt från all hedendom. Triskelen, som kallas tre cassyn på manx, återfinns också på Mans ceremoniella statssvärd ("Manx Sword of State") som traditionen säger bars av Olof Gudrödsson som blev kung av Sudrey (Isle of Man och södra Hebriderna) 1226.

## Spiralformade triskele

Talet 3 förekommer flitigt i keltisk konst.

Triskelen räknas i vissa sammanhang som en i första hand keltisk symbol. Druidernas symbol med dess tre sammanvävda spiraler kan också ha haft en trefaldig betydelse liknande bildspråket bakom triskelen. Spiralmotivet är i Västeuropa en neolitisk symbol. Den finns bland annat inristad på stenhällar vid den förhistoriska megalitgraven vid Newgrange på Irland. På grund av dess keltiska konnotationer har de tre spiralerna också använts som Bretagnes symbol. En möjligen relaterad germansk symbol är valknuten.
I Spanien används triskelen som symbol av asturiska nationalister. Kantabriska nationalister använder en liknande symbol kallad lábaro som i sin tur starkt påminner om den baskiska kulturens fyrarmade lauburu.

## Nazister och rasistiska grupper

AWB:s flagga.

Nazisterna anammade den keltiska symbolen för det Waffen-SS-förband som bestod av belgiska ("keltiska") frivilliga. Detta har gjort att den keltiska symbolen har associerats med svastikan. Det har sagts, förmodligen ogrundat, att likheten mellan symbolerna orsakat förvirring och plågsamma minnen bland de judiska flyktingar som internerades på Isle of Man under andra världskriget.[källa behövs]
Den sydafrikanska gruppen Afrikaner Weerstandsbeweging (AWB) har använt en flagga med en vit cirkel på röd grund. Inuti cirkeln bildar tre sjuor en symbol som påminner om triskelen. Trots likheten med svastikan menar AWB:s anhängare att de inspirerats av talet sjus betydelse i Bibeln.

## Andra användningar
Som keltisk symbol har triskelen, då i form av sammanvävda spiraler, även en betydelse inom asatro och hos wiccaner. Detta ter sig besynnerligt eftersom varken asatron eller Wicca har något med den keltiska kulturen att göra.[källa behövs] Möjligen har triskelen sammanblandats med valknuten.[källa behövs]
Triskelen används även av vissa BDSM-grupper, förekommer i en episod av Star Trek, i den tecknade serien The Ultimates, i kortspelet Magic: The Gathering, och Matthew Barney använder triskelen i sin fjärde film i filmserien The Cremaster Cycle. I den brittiska tv-serien Merlin användes den som symbol för druiderna.